# Список умерших в 1364 году

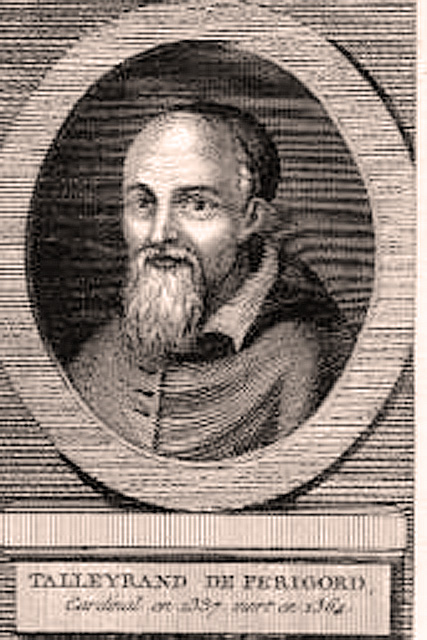
Эли де Талейран-Перигор

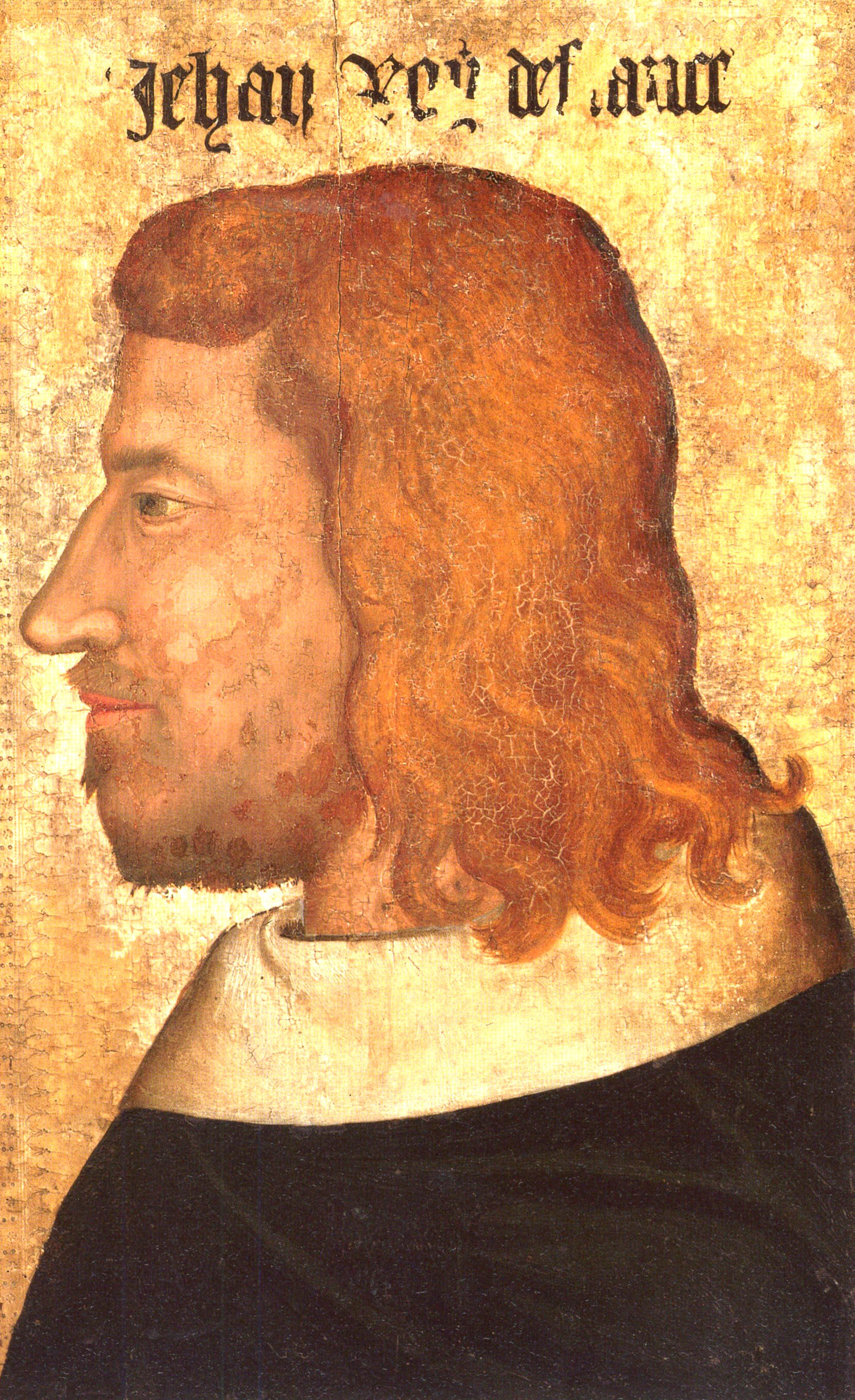
Иоанн II Добрый

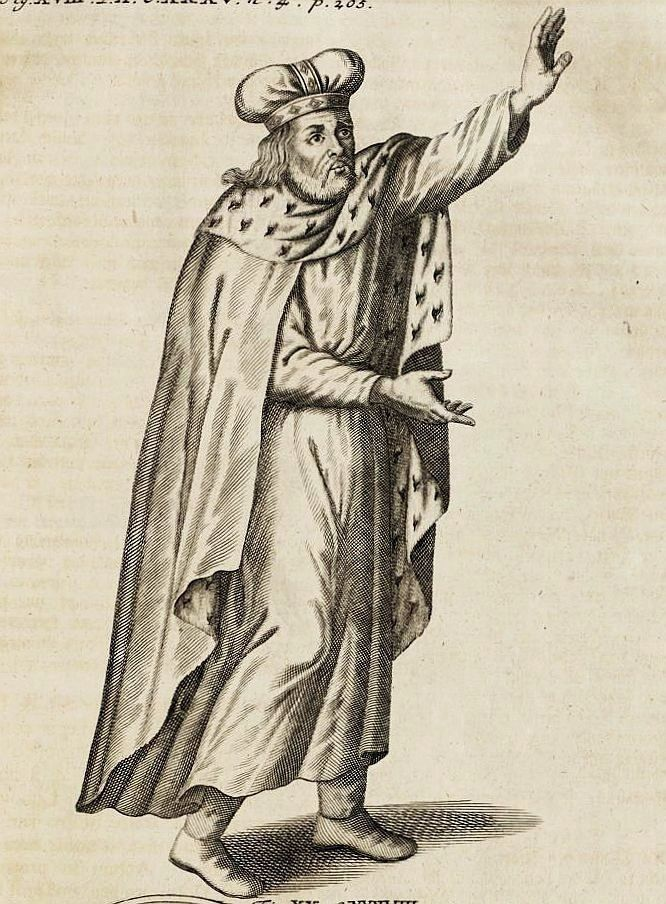
Вацлав I Легницкий

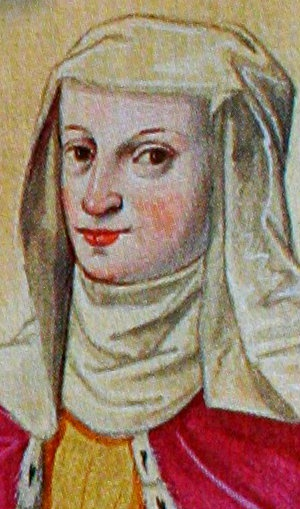
Агнеса Австрийская

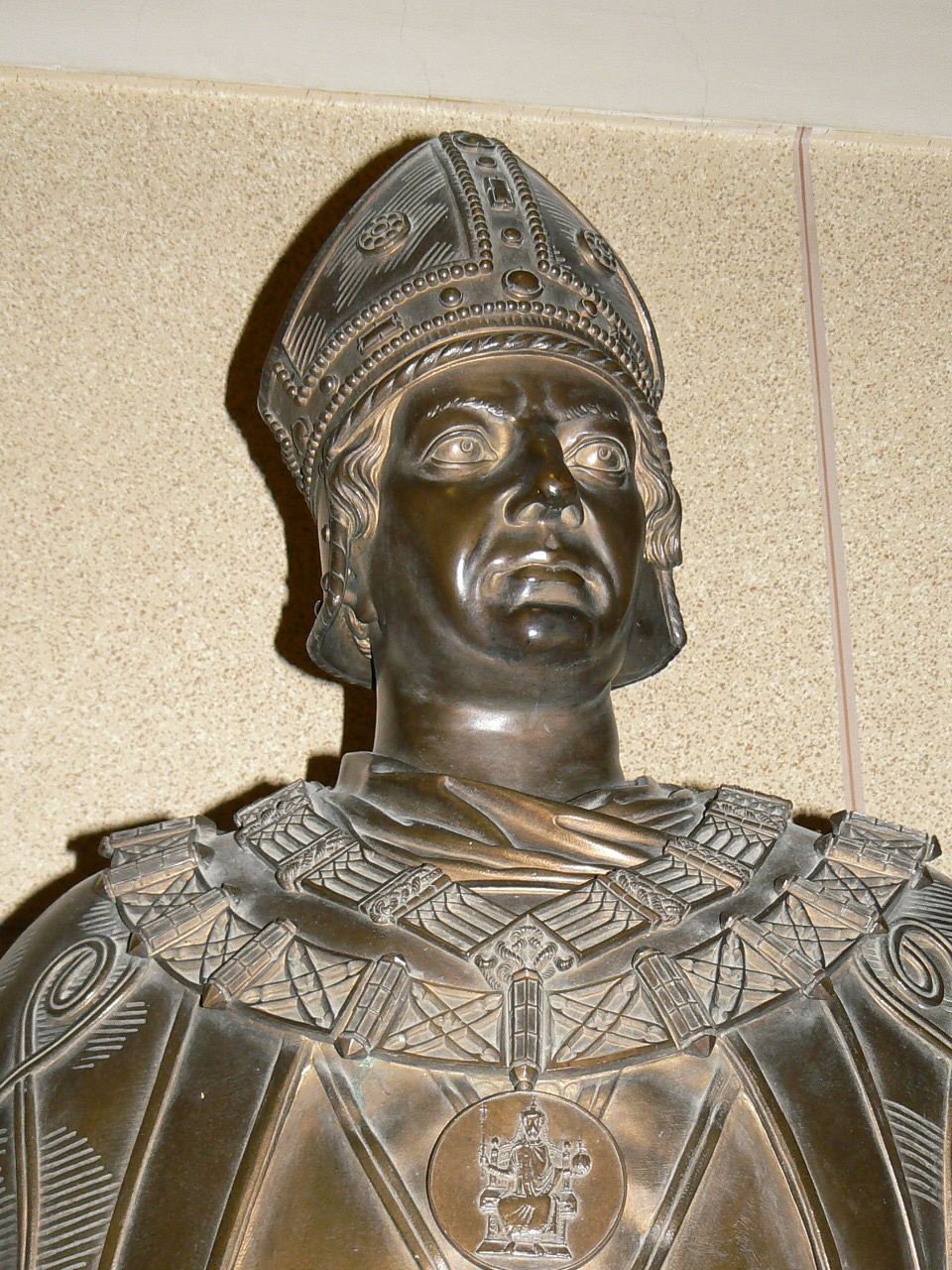
Арношт из Пардубиц

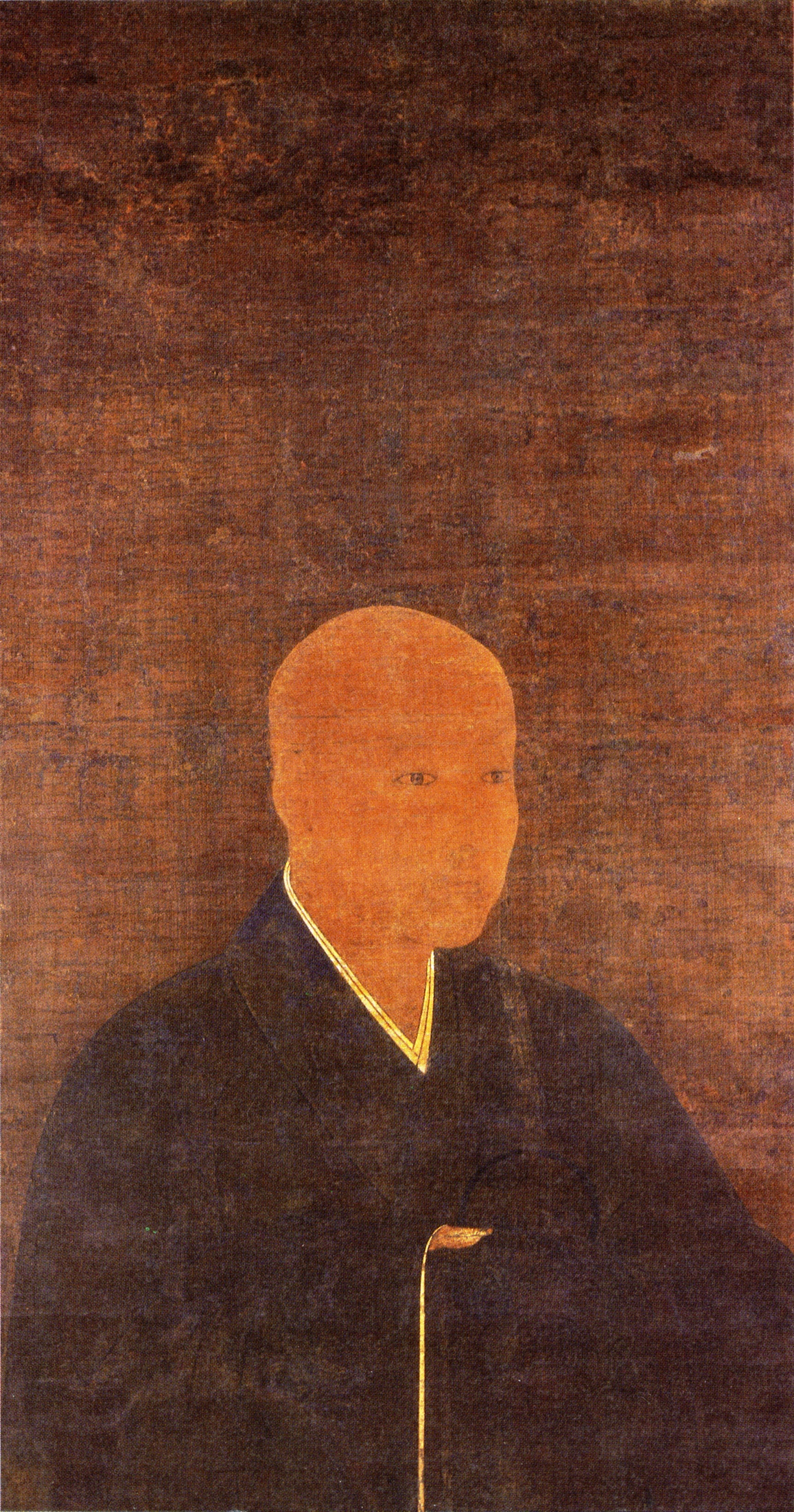
Император Когон

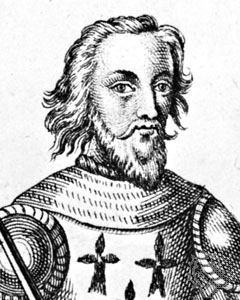
Карл де Блуа-Шатильон

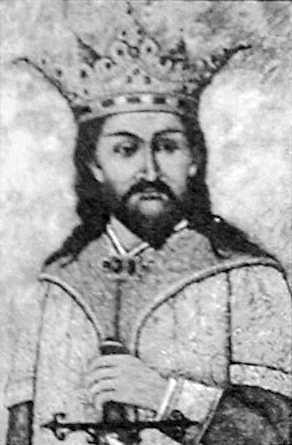
Николае I Александру

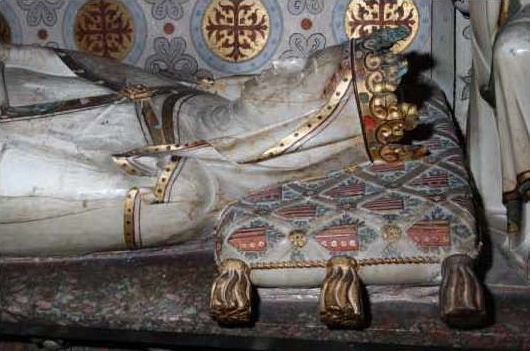
Элисенда де Монкада

В этой статье представлен список известных людей, умерших в 1364 году.
См. также: Категория:Умершие в 1364 году.

## Январь
- 17 января — Эли де Талейран-Перигор — епископ Лиможа (1324—1328), епископ Осера (1328—1331), кардинал-священник Сан-Пьетро-ин-Винколи (1331—1348), кардинал-протопресвитер (1348), кардинал-епископ Альбано (1348—1364), декан Коллегии кардиналов (1361—1364).
- Эдуард Баллиол, король Шотландии (1332—1336).

## Февраль
- 16 февраля — Джон Мальтраверс — первый барон Мальтраверс (1330—1364).
- Жан VI де Вандом — граф Вандома (1354—1364), сеньор Кастра (1354—1356), первый граф Кастра (1356—1364).

## Март
- 7 марта — Даниил фон Вихтрих[нем.] — епископ Вердена (1342—1364).
- 12 марта — Ранульф Хигден — английский хронист, монах-бенедиктинец, автор «Универсальной хроники» (лат. Polychronicon), описывающей исторические события от сотворения мира до 1342 года.
- 21 марта — Сойе д’Энгиенн — сеньор Энгиенский (1345—1364), титулярный герцог Афин и граф Бриен (1356—1364); казнён по приказу герцога Альбрехта Штраубинг-Баварского.

## Апрель
- 8 апреля — Иоанн II Добрый (44) — герцог Нормандии (1332—1350), король Франции (1350—1364).

## Май
- 15 мая — Марко Гралдениго[итал.] — итальянский политик, руководитель правительства Крита во время Критского восстания (1363—1366) против Венеции; казнён венецианцами.
- 17 мая:
  - Джон Джуэл, английский военный деятель;
  - Жан I де Люксембург-Линьи — шателен Лилля (1337 — 1364), последний сеньор де Линьи (далее графы) (1354—1364).

## Июнь
- 2 июня:
  - Вацлав I Легницкий — князь Намыслувский (1338—1342), Легницкий (1342—1345), Хойнувский и Злоторыйский (1345—1346), Легницкий (1346—1359), Легницкий и Злоторыйский (1359—1364);
  - Сэр Уильям Дейнкур, английский рыцарь, 1-й барон Дейнкур (1332—1364);
  -  Елизавета (Эльжбета) Гедиминовна — дочь великого князя литовского Гедимина, княгиня-консорт плоцкая (1316—1336), жена Вацлава Плоцкого, княгиня Вышогрудская (1349—1364).
- 10 июня — Агнеса Австрийская (83) — дочь герцога Австрии и короля Германии Альбрехта I, королева-консорт Венгрии (1296—1301) как супруга Андраша III
- 19 июня — Лоренцо Родригес[порт.] — епископ Гуарды (1349—1356), епископ Коимбры (1356—1358), епископ Лиссабона (1358—1364).
- 26 июня — Людовик де Гравина, граф де Гравина (1324—1362).
- 30 июня — Арношт из Пардубиц (67) — епископ Праги (1343—1344), первый архиепископ Праги (1344—1364).

## Июль
- 9 июля — Элисенда де Монкада — королева-консорт Арагона, Валенсии, Сардинии и Корсики (1322—1327), жена Хайме II Справедливого.
- 11 июля — Арнольд фон Фитингхоф, магистр Ливонского ордена (1360—1364).
- 26 июля — Бернардо II де Кабрера — виконт де Кабрера (1328—1343, 1349—1350), арагонский военный и дипломат; казнён.

## Август
- 5 августа — Император Когон (51), Император Японии (1331—1333), 1-й из 6 северных претендентов, синтоистское божество.
- 9 августа — Дитрих III фон Лимбург[нем.] — граф Лимбурга (1304—1364)
- 26 августа — Малатеста Гуастафамилья — итальянский кондотьер, сеньор Римини.

## Сентябрь
- 10 сентября — Роберт Тарентский — князь Тарентский (1332—1346), князь Албании (1332), князь Ахейский (1332—1364), пфальцграф Кефалинии и Закинфа (1336—1357), титулярный император Латинской империи (1346—1364)
- 29 сентября — Карл де Блуа-Шатильон — герцог Бретонский (1341—1364), сеньор де Гиз (1342—1364); погиб в битве при Оре, где командовал французскими войсками. Причислен к лику святых.
- Синануддин Факих Юсуф-паша — Великий визирь Османской империи (1349—1364)
- Узана II[англ.] —последний царь Пиньи (1364)

## Октябрь
- 9 октября — Генрих Таубе фон Зельбах — немецкий хронист, священник и правовед, предполагаемый автор «Хроники императоров и пап».
- 23 октября — Иван Иванович Малый — брат Дмитрия Донского, князь звенигородский (1359—1364); умер во время эпидемии чумы.

## Ноябрь
- 16 ноября — Николае Александру — воевода Валахии (1351/1352—1364).
- 20 ноября — Анастасия Галицкая[укр.] — дочь галицко-волынского князя, короля Руси Юрия I Львовича, великая княгиня владимирская (1326—1327), княгиня тверская (1326—1327, 1338—1339), жена князя Александра Михайловича

## Декабрь
- 20 декабря — Николозо да Рекко[итал.] — итальянский путешественник, один из первых европейских исследователей Канарских островов и народа гуанчи.
- 26 декабря — Александра — великая княгиня московская (1353—1359) и владимирская (1354—1359), вторая жена великого князя московского Ивана Красного (с 1345). Умерла от чумы.
- Майлз Стэплтон из Бедейла[англ.] — английский рыцарь, один из рыцарей-основателей ордена Подвязки, предположительно умер от ран, полученных в битве при Оре

## Дата неизвестна или требует уточнения
- Алан Уолсингемский[англ.] — английский архитектор.
- Алаэддин, правитель бейлика Алайе (до 1364).
- Андрей Александрович — князь зубцовский (1360—1364/1365), умер во время эпидемии чумы со своей женой Евдокией
- Аод Реамайр[фр.] — король Тир Эогайн (1345—1364)
- Бартоломео[итал.] — епископ Турина (1362—1364).
- Будон Ринчендуб — тибетский буддийский наставник, историограф, переводчик и кодификатор, одиннадцатый настоятель сакьяского монастыря Шалу, почитаемый в рамках всех тибетских школ.
- Вальдемар III — король Дании (1326—1329), герцог Шлезвига под именем Вальдемар V (1325—1326, 1330—1364)
- Всеволод Александрович — первый князь холмский (1339—1364), князь тверской (1346—1349), родоначальник холмских князей; умер с женой Марией от чумы во время эпидемии.
- Гаджа Мада — политический и военный деятель, собиратель империи под эгидой государства Маджапахит.
- Джанчуб Гьялцен — правитель Тибета (1354—1364), основатель династии Пагмоду.
- Диармайт мак Тойрделбайг О’Брайен[фр.] — король Томонда (1343, 1350—1360)
- Игнатий II — епископ Ростовский (1356—1364)
- Лодризио Висконти[англ.] — иитальянский кондотьер, создатель первой Компании святого Георгия (1339)
- Мигель Санчес де Асиаин[исп.] — епископ Памплоны (1356—1364)
- Минбиаук Тихапате[англ.] — последний царь Сикайна (1352—1364)
- Мохаммед эль-Джамиль с Мальдивских островов[англ.] — султан Мальдивских островов (1363—1364); убит женой, которую ранее сверг.
- Мурад — хан Золотой Орды (1362—1364); убит в междоусобной борьбе.
- Нидзе Тамэакира[англ.] — японский придворный поэт.
- Нольфо да Монтефельтро — итальянский кондотьер и полководец, сеньор Урбино (с 1323), граф Монтефельтро.
- Пётр Гаштовт[укр.] — литовский боярин, военный и государственный деятель Великого княжества Литовского; погиб в войне с Тевтонским орденом.
- Сиди Бен Ахир[фр.] — мусульманский святой города Сале
- Тимбора де Роккаберти[итал.] — жена юдекса Арбореи Мариано IV (1347—1364), мать Элеоноры Арборейской.
- Эмир Буладжи, улусбег Моголистана и эмир Кашгарии из племени доглат.